# John Arderne
John Arderne, angleški kirurg, * 1307, † 1392.
Velja za enega od očetov kirurgije.
1. ↑  Mirabile: Digital Archives for Medieval Culture — SISMEL – Edizioni del Galluzzo.